# Айгнер, Андреас
А́ндреас А́йгнер (нем. Andreas Aigner; 24 сентября 1984 года, Леобен) — австрийский автогонщик, победитель чемпионата мира по ралли 2008 года в классе Production.

## Карьера
Участник молодёжной программы Red Bull Андреас Айгнер дебютировал в чемпионате мира по ралли в 2005 году. На Mitsubishi Lancer Evolution VIII австриец выступил на 4-х этапах: Ралли Кипра (19-е место), Турции (сход), Германии (сход) и Великобритании (25-й).
В сезоне-2006 Айгнер соревновался уже за рулём Škoda Fabia WRC, защищая цвета полузаводской команды Red Bull Škoda. Он проехал 10 европейских этапов и на Ралли Германии впервые в карьере финишировал в очковой зоне, набрав три балла за 6-е место. По окончании сезона чешский автопроизводитель отказался от дальнейшей поддержки программы выступлений Red Bull Škoda в мировом первенстве, и вместо этого занялся созданием и развитием нового автомобиля класса Super 2000 на базе Škoda Fabia.
Компания Red Bull продолжила оказывать содействие Айгнеру, и в 2007 и 2008 годах он выступал в «серийном» чемпионате мира P-WRC за рулём Mitsubishi Lancer Evo IX. 2007-й год сложился для него неудачно (по итогам сезона он занял лишь 13-е место). 2008-й же увенчался триумфом — Андреас победил в своём классе на Ралли Аргентины (при этом занял 8-е место в «абсолюте»), Греции и Турции, на Ралли Великобритании финишировал 2-м и, по итогам года стал победителем турнира.
Несмотря на это достижение, 19 декабря 2008 года Red Bull Rallye Team объявила о прекращении сотрудничества с Айгнером.
Потеряв место в команде, в последующие годы Андреас стартовал лишь на отдельных этапах чемпионата Австрии.
В 2012 году Айгнер принял участие в пяти этапах раллийной серии IRC. Он выступал на автомобиле Subaru Impreza R4 STI, подготовленном командой известного австрийского гонщика Манфреда Штоля. По итогам сезона Андреас разместился на третьей строке зачёта IRC Production Cup.